# José María Sánchez García
José María Sánchez García (Madrid, 11 de marzo de 1963) es un abogado, juez (en excedencia), catedrático y político español. Es diputado por Vox en el Congreso de los Diputados en representación de la circunscripción de Alicante (desde 2019).

## Biografía
José María Sánchez nació en Madrid en 1963. Estudió la carrera de Derecho en el Real Colegio de España (Universidad de Bolonia) y en la Universidad de Toulouse (Francia). Después de graduarse, trabajó como socio en la empresa estadounidense Baker & McKenzie y en Olswang en Londres. También fue abogado del Tribunal de Justicia de las Comunidades Europeas y juez del Tribunal Superior de Justicia, pero se ausentó de este último cargo tras comenzar su carrera política.
Sánchez García es catedrático de Derecho Canónico en la Universidad de Sevilla.

### Carrera política
García se presentó como candidato de Vox antes de las elecciones generales españolas de noviembre de 2019 por el distrito electoral de Alicante y fue elegido diputado por el XIV Congreso de los Diputados. En el Congreso formó parte de las comisiones de Justicia, Constitución y Política Territorial. También ha sido miembro de la comisión multipartidaria sobre la pandemia de COVID-19 y el lanzamiento de la vacuna.
Durante su mandato en el Congreso de los Diputados, García ha sido acusado de realizar comentarios polémicos o insultantes sobre políticos rivales. Durante un debate sobre los presupuestos nacionales en diciembre de 2020, se refirió a la diputada del Partido Popular Ana Belén Vázquez como la "gritadora gallega" durante una disputa. En septiembre de 2021, supuestamente llamó "bruja" a la diputada socialista, Laura Berja, durante su discurso en un debate sobre si criminalizar las protestas frente a las clínicas de aborto.